# Ubsunurs biosfärområde
Ubsunurs biosfärområde är en känslig bergsdal eller fördjupning som ligger på den territoriella gränsen mellan Mongoliet och republiken Tuva i Ryssland. Biosfärområdet ligger bland bergskedjorna Tannu Ola och Altaj, som är en kombination av förhöjda landmassor och fördjupningar. Här möts världens nordligaste öken och världens sydligaste tundraområde.